# Карл Йозеф фон Хабсбург (1649 – 1664)
Карл Йозеф Австрийски (на немски: Karl Joseph von Österreich) oт династията Хабсбург е четиридесет и седмият Велик магистър на рицарите от Тевтонския орден, епископ на Вроцлав, Оломоуц и Пасау.
Роден е на една и съща дата с едноименния си предшественик и родственик Карл Йозеф Посмъртни, но доживява само петнадесетгодишна възраст.